# L.A. konfidentiellt (roman)
L.A. konfidentiellt (originaltitel: L.A. Confidential) är en thrillerroman från 1990 av James Ellroy. Romanen utspelar sig i Los Angeles i början av 1950-talet. Romanen utgavs i Sverige 1993 på Bra Böcker i översättning av Thomas Preis.

## Handling
Romanen, som löper från 1951 till 1958 kretsar kring tre polismän: 
Bud White är ett hetlevrat råskinn vars upplevelser i barndomen givit honom ett starkt hat mot kvinnomisshandlare, vilka han trakasserar och förföljer långt mer än jobbet kräver. Han är samtidigt en man med en slags egen moral även om han ofta ställer upp på brutala jobb, inte minst på order av sin överordnade, Dudley Smith. 
Jack Vincennes, även kallad Big V, är kändispolisen som bl.a. figurerat i TV-dramatiseringar och griper knarkare medan journalister ivrigt fotograferar. Han har också en gång begått ett ödesdigert misstag i tjänsten och försöker till varje pris dölja detta. 
Ed Exley är krigshjälte och son till den uppburne f d polisen, numera byggherren, Preston Exley. Även han har mörka hemligheter och drivs av en ständig önskan om att imponera på sin far vilken ofta jämför honom med den äldre brodern Thomas, stupad i andra världskriget. 
Romanen börjar med ett slagsmål mellan poliser och häktade under en supfest på en polisstation strax innan julen 1951. Händelsen, som av pressen döps till "blodiga julen", kommer påverka de inblandade då Vincennes och White förflyttas för våldsamhet och Exley vittnar mot sina kollegor i rättegången. Vincennes förlorar lite av sin stjärnstatus då han förflyttas till den mindre spännande sedlighetsroteln och White kommer att nära ett starkt hat mot Exley som även fått hans gamle partner Dick Stensland sparkad från kåren. 
I april 1953 hittas sex personer brutalt mördade på fiket Nite Owl, och de tre huvudpersonerna dras på olika vis in i undersökningen. Mycket pekar på att tre svarta män är mördade, och länge betraktas fallet som uppklarat. Slutligen visar sig morden vara del i en gigantisk och komplex härva som innefattar tyngre droger, spridande av pornografi samt omfattande prostitution och mutor. Till sin förfäran märker Exley även hur trådarna leder till faderns gode vän Ray Dieterling, känd skapare av tecknad film. 